# Décennie 1770 en arts plastiques
Chronologie des arts plastiques
Années 1760 - Années 1770 - Années 1780
Cet article concerne les années 1770 en arts plastiques.

## Événements
- 31 août 1771 : Joseph-Benoît Suvée est lauréat du grand Prix de Rome avec le Combat de Minerve contre Mars, Jacques Louis David obtient le second prix[1].
- 4 janvier 1772 : Catherine II de Russie acquiert la collection de tableaux du financier français Crozat[2].

- 27 août 1774 : le peintre David obtient le prix de Rome après trois échecs avec le tableau Érasistrate découvrant la cause de la maladie d'Antiochus[1].
- 1779 : arrivée à Londres du peintre romantique zurichois John Fuseli après huit ans passés en Italie[3].

## Réalisations
- 1771 : Jean-Antoine Houdon réalise le Buste de Diderot en terre cuite[4].

- 1771-1772 : Jean Honoré Fragonard peint pour Madame du Barry pour le pavillon de Louveciennes une série de panneaux décoratifs, Les progrès de l’amour dans le cœur d’une jeune fille[5].
- 1771 et 1775 :  Jean Siméon Chardin peint en pastels deux  Autoportraits aux besicles[6].

- 1772 :
  - L'Adoration du nom de Dieu, fresque de Francisco Goya pour la basilique du Pilar de Saragosse[7].
  - Le peintre britannique Joshua Reynolds peint son Portrait de Samuel Johnson[8].
  - Portrait des Sœurs Linley de Thomas Gainsborough[9].

- 1775 : buste en plâtre de Gluck de Houdon[10].
- 1775-1777 : Portrait de Mrs Graham, de Thomas Gainsborough[11].
- Vers 1775 :  La Lettre d'amour, toile de Fragonard[12].
- 1778 : Buste de Benjamin Franklin, terre cuite de Jean-Antoine Houdon[13].

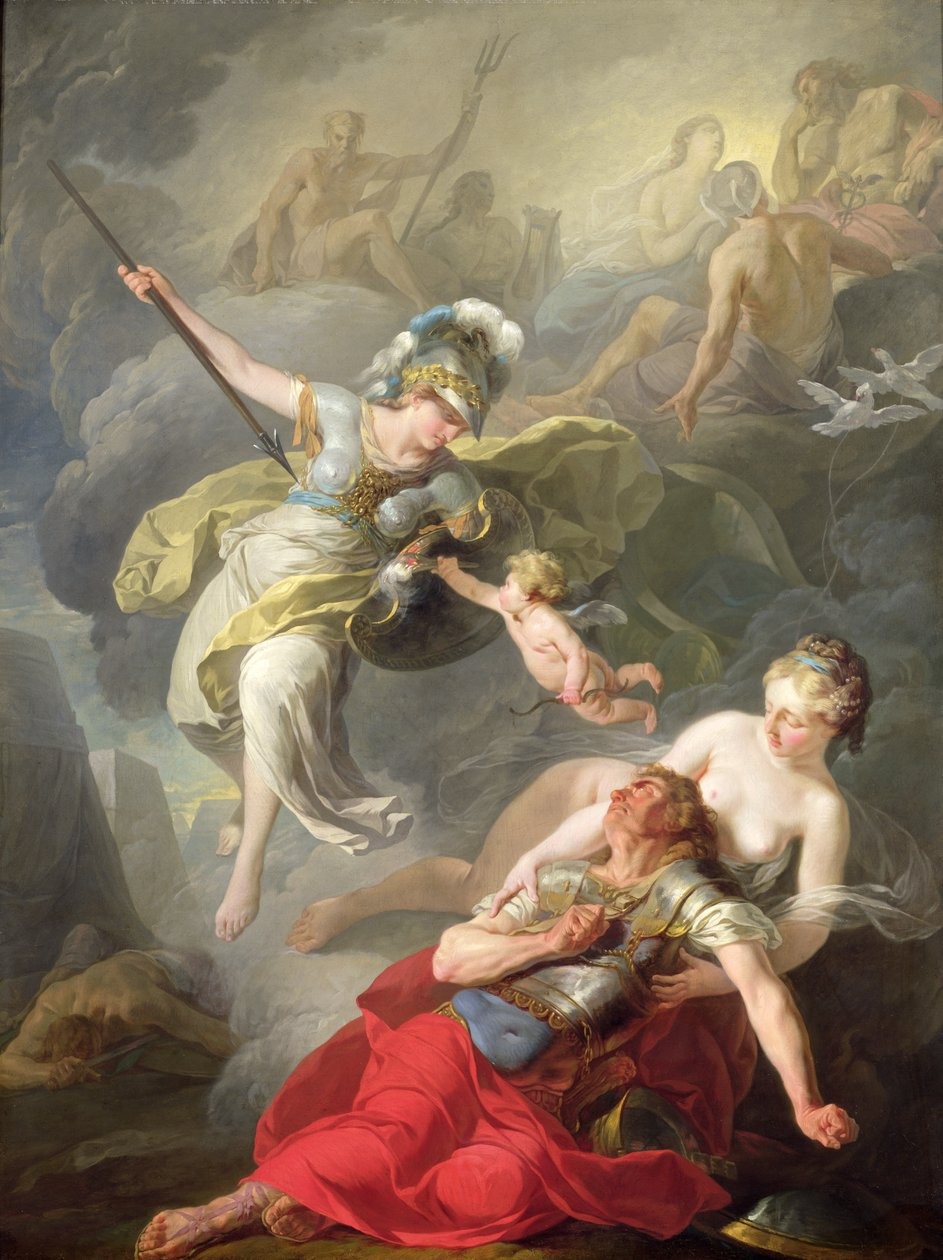
Combat de Minerve contre Mars, Joseph-Benoît Suvée.
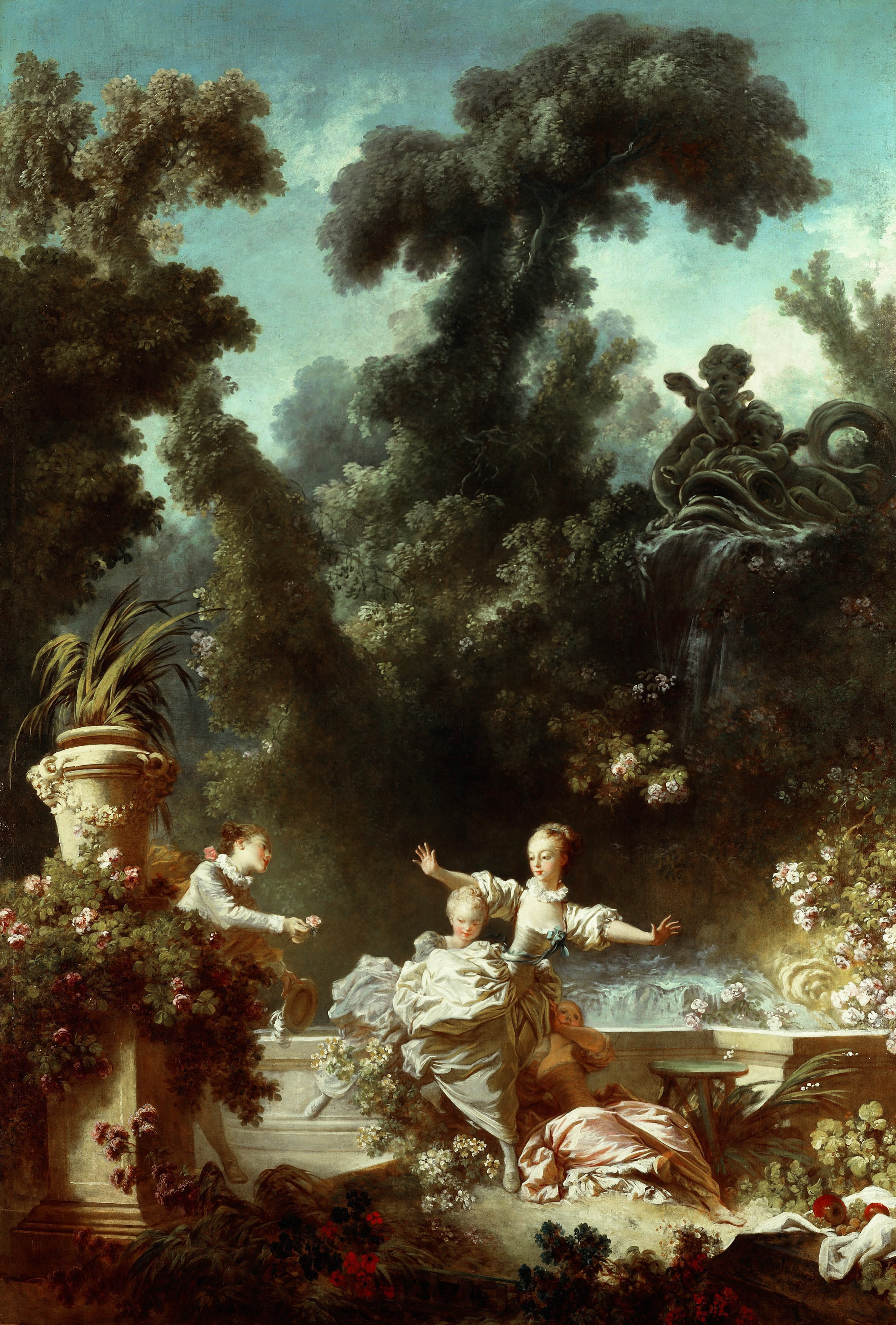
La poursuite, Fragonard.
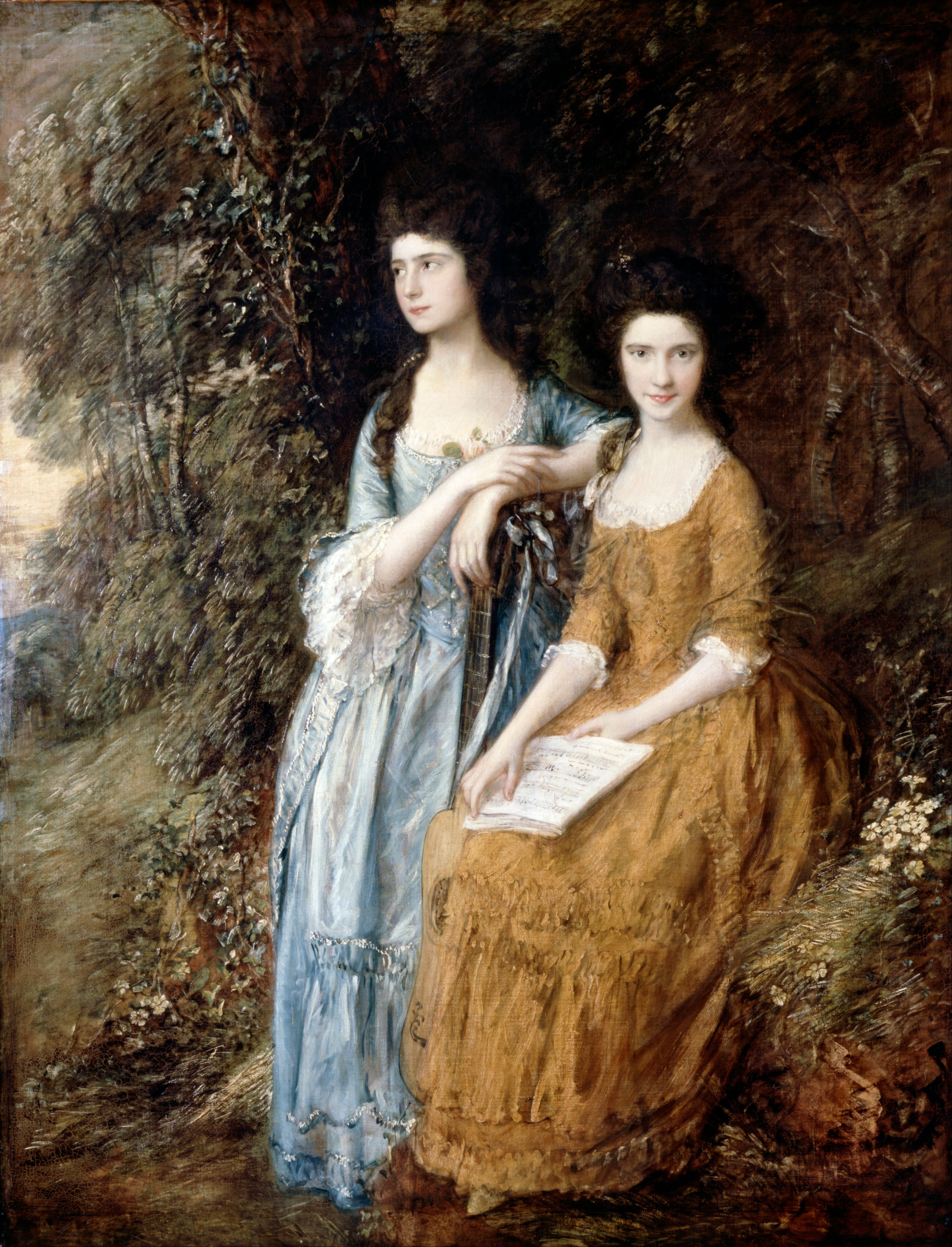
Elizabeth et Mary Linley, Thomas Gainsborough.
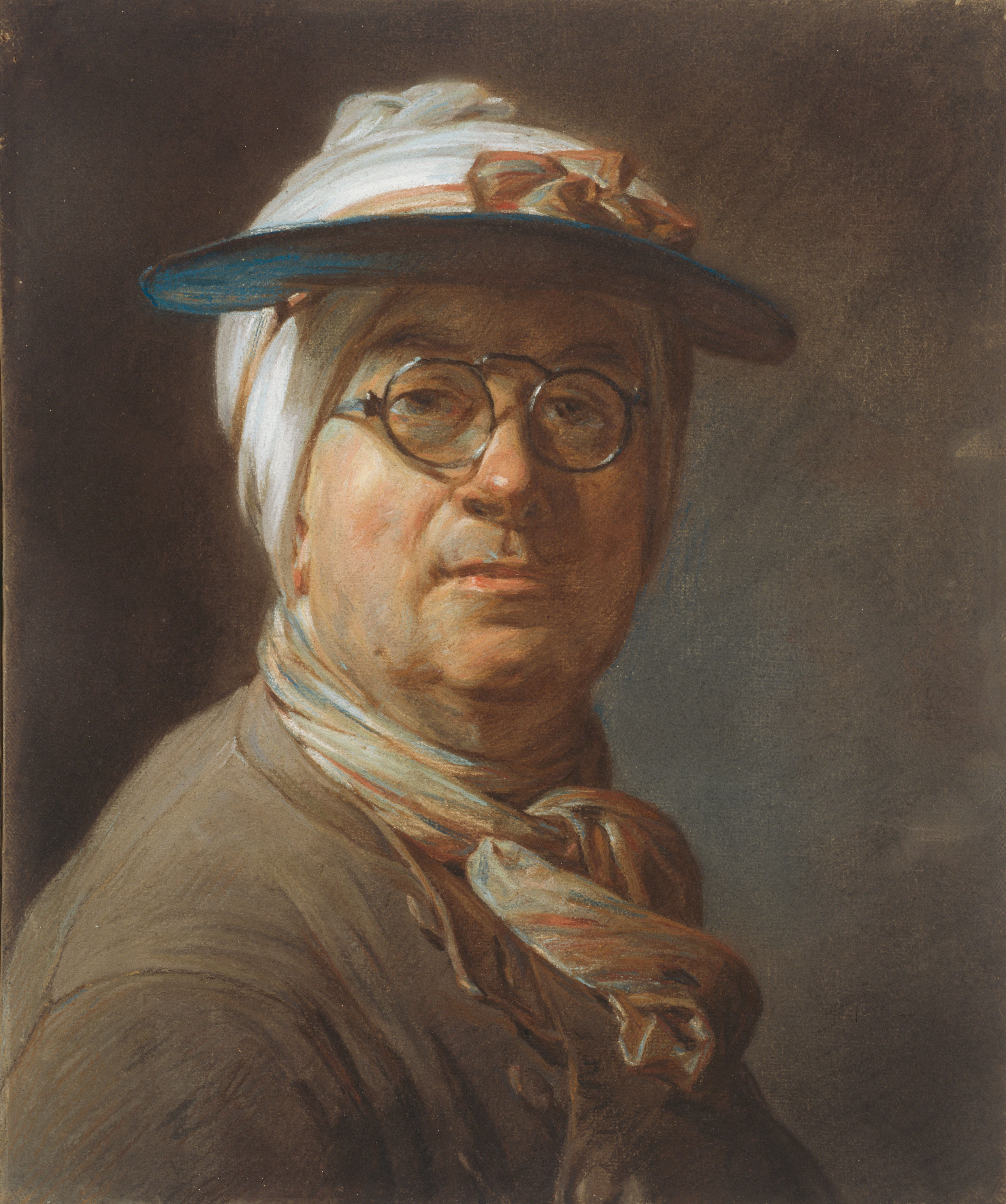
Autoportrait aux besicles, Chardin, 1775.
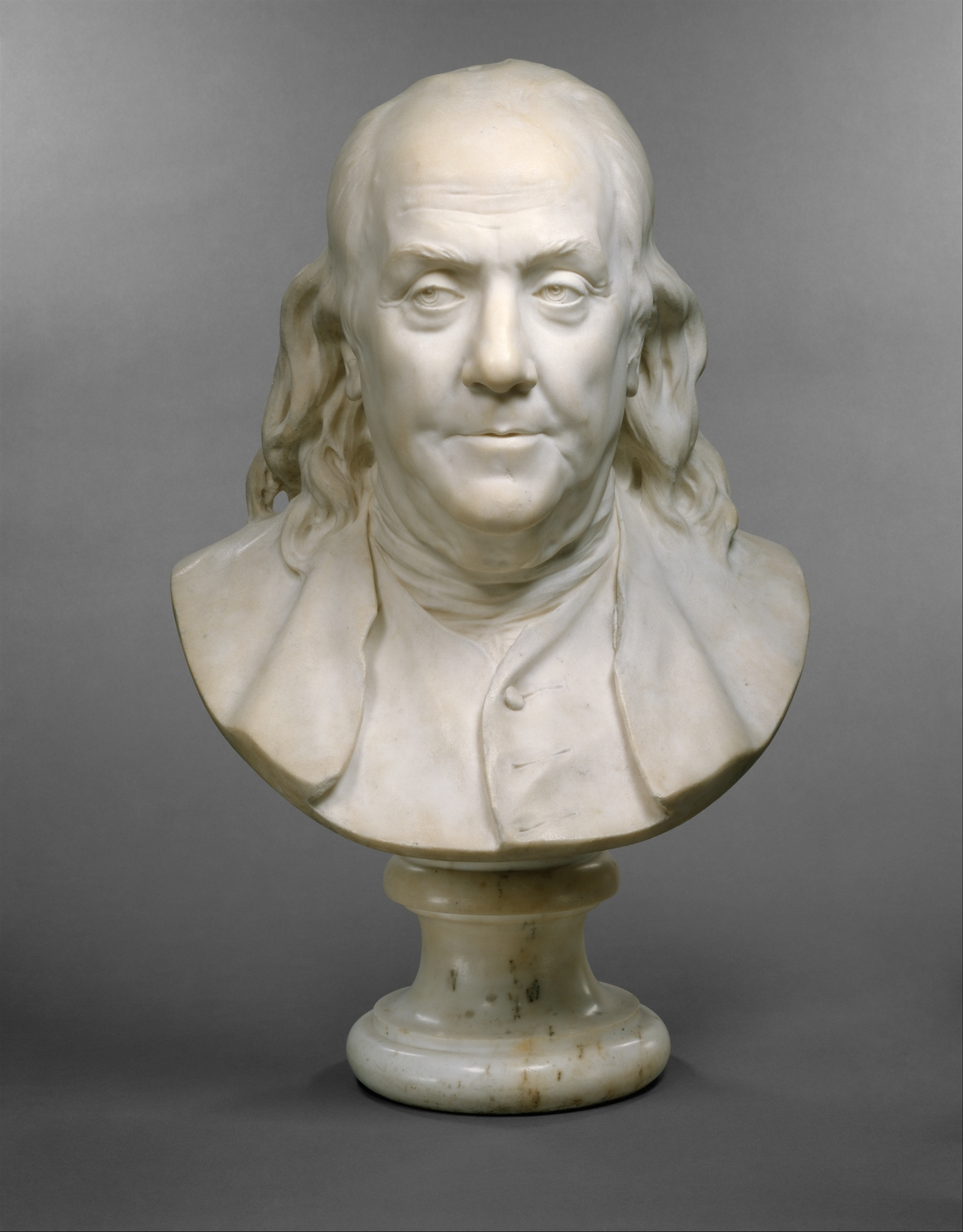
Benjamin Franklin de Houdon.